# Agrostis conspicua
Agrostis conspicua é uma espécie de gramínea do gênero Agrostis, pertencente à família Poaceae.